# Закшув (Вадовицький повіт)
Закшув (пол. Zakrzów) — село в Польщі, у гміні Стришув Вадовицького повіту Малопольського воєводства.
Населення — 1179 осіб (2011).

## Історія
У 1975-1998 роках село належало до Бельського воєводства, підпорядковувалося районній адміністрації у Вадовицях.

## Демографія
Демографічна структура станом на 31 березня 2011 року:
|          | Загалом | Допрацездатний вік | Працездатний вік | Постпрацездатний вік |
| -------- | ------- | ------------------ | ---------------- | -------------------- |
| Чоловіки | 572     | 124                | 392              | 56                   |
| Жінки    | 607     | 132                | 357              | 118                  |
| Разом    | 1179    | 256                | 749              | 174                  |